# Organizacija redakcije
Organizacija redakcije je način ustroja i podjele rada unutar nje. 
Da bi redakcija funkcionirala unutar nje mora postojat: glavni urednik, zamjenik urednika, urednici rubrika, te novinari koji su najbrojniji djelatnici u svakoj redakciji. Uredništvo je softverski dio cjelovitog novinskog pogona ili poduzeća. 
U dnevno- informativnoj službi se primaju sve tekuće vijesti. Ovaj dio uredništva za dnevne listove je najznačajniji, u njemu je zaposleno najviše osoblja, jer se u njemu uređuje najveći broj stranica lista. Redakcije mogu imati i dopisnike iz drugih gradova u zemlji i u inozemstvu. U informativno-političkim redakcijama obično se razlikuju novinari za vanjsku i unutrašnju politiku, gospodarstvo, obrazovanje, socijalnu politiku, zdravstvo, kulturu, sport i druga, često i uža područja. No ni ta podjela nije pravilo. Da bi došao do informacija, novinar se služi dokumentacijom, opažanjem i razgovorom. Pri obradbi informacija, bira ono što je u tom trenutku bitno za temu koju obrađuje, u opsegu koji mu određuje prostor u novinama ili vrijeme predviđeno za emitiranje. Pritom se mora truditi da informacije prenese vjerno, a tekst napiše tako da bude privlačan, razumljiv i pismen.

## Organizacija novina
U organizaciji novinskog medija razlikujemo sljedeće podsustavne cjeline: nastanak informacija za tisak, priprema tekstova za tisak i tiskarstvo. Vrlo bitni sustavi su softerski (koji se odnosi na priređivanje tekstova) i hardverski (koji se odnosi na tehnologiju tiskanja lista).

## Organizacija radija
Za razliku od novina, koje su jednodimenzijski grafički medij, radio je jednodimenzijski zvučni medij, koji odašilje informacije govorom, glazbom i ostalim zvukovnim signalima. Otkrićem elektriciteta i njegove mogućnosti prijenosa zvučnih signala započinje nova era u verbalnoj komunikaciji.

## Organizacija televizije
Osim elektroničkih računala, televizija je najveći izum 20.stoljeća u području novinarstva, jer je sintetizirala novine. Ona je jedinstveni sustav audio vizualnog sustava. Zbog toga osjetilnog sinergetskog djelovanja, televizija je najdojmljiviji medij.